# Flygplanstoalett

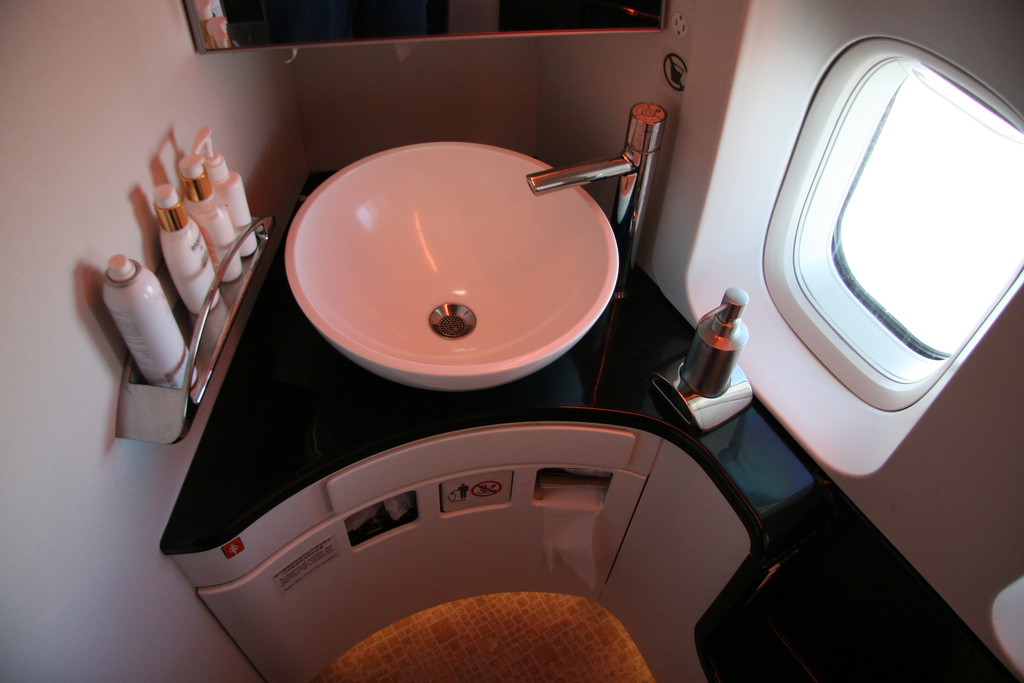
Toaletten i första klass på en Cathay Pacific-flight.

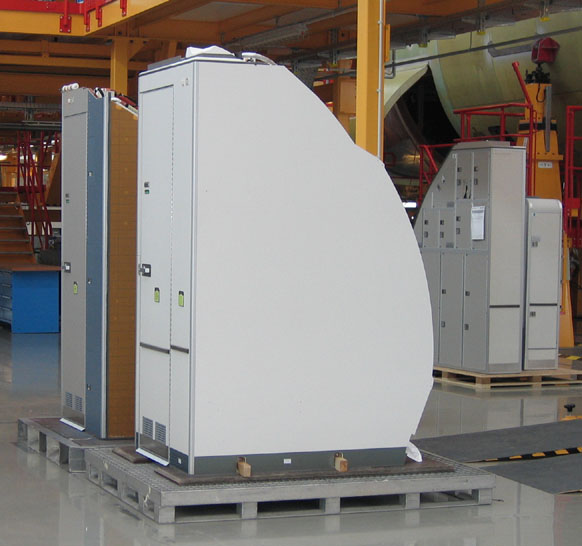
Airbustoalett som separat modul, med välvd yttervägg som följer den specifika flygplansmodellens skrov

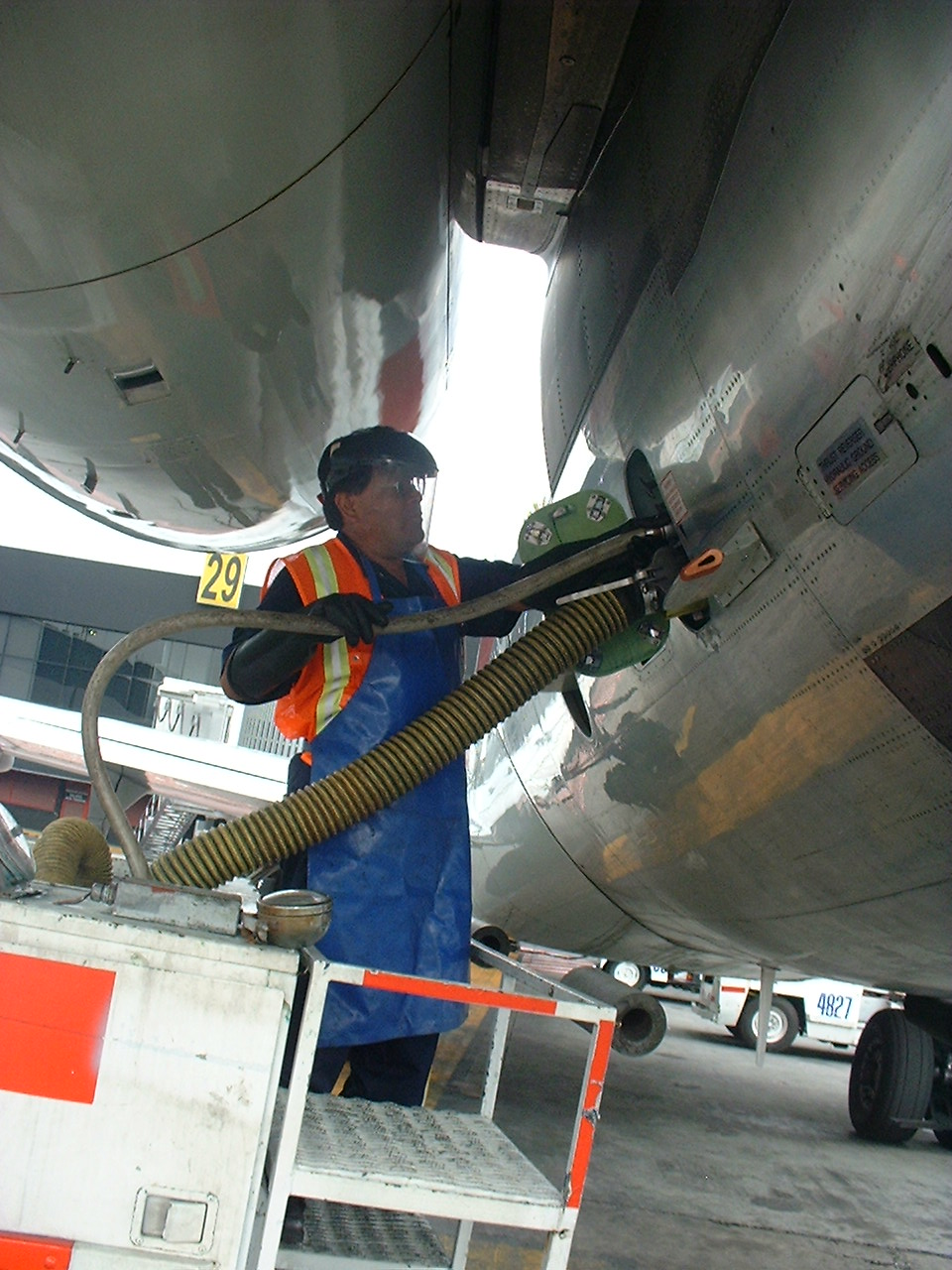
Underhåll av toaletterna på en McDonnell Douglas MD-80

En flygplanstoalett är en toalett på ett flygplan.
Flygplanstoaletter förknippas även med annat än själva användandet av en vanlig toalett, exempelvis sex och smygrökning.